# Смир Олександра Ахметівна
Олександра Ахметівна Смир (1932, село Ешера, тепер Сухумського району, Абхазія, Грузія — ?) — радянська діячка, колгоспниця колгоспу «Апсни Капш» Сухумського району Абхазької АРСР. Депутат Верховної ради СРСР 5-го скликання.

## Життєпис
Народилася в селянській родині. З 1940 року навчалася в Ешерській залізничній семирічній школі.
З 1948 року — колгоспниця колгоспу «Апсни Капш» Сухумського району Абхазької АРСР. Збирала високі врожаї тютюну.
Подальша доля невідома.